# 阿尔德亚雷亚尔
阿尔德亚雷亚尔，是西班牙卡斯蒂利亚-莱昂塞戈维亚省的一个市镇。 总面积25平方公里，总人口378人（2001年），人口密度15人/平方公里。